# IPoDWDM
IP over DWDM (IPoDWDM) è una tecnologia usata nelle reti di telecomunicazioni per integrare IP Router e Switch nelle OTN (Optical Transport Network).
I routers e gli switches presentano interfacce ottiche colorate (transponders DWDM)  che permettono agli apparati IP di implementare le stesse funzionalità degli apparati DWDM. Una vera soluzione IPoDWDM si realizza solo quando vengano supportate le raccomandazioni ITU-T G.709. In questo modo gli apparati IP possono monitorare il percorso ottico ed implementare le funzionalità del trasporto quali FEC (Forward Error Correction) normata dalla raccomandazione ITU-T G.709/Y.1331 o la funzionalità di Super FEC definita nella ITU-T G.975.1.

## Vantaggi
Questo approccio permette di risparmiare componenti di rete quali: shelves, processori, interfacce, schede e quindi di ridurre il consumo di corrente e gli investimenti (Opex e Capex).
Ma determina anche una semplificazione della rete, eliminando il livello intermedio SDH/SONET si veda .

## Multivendors
La componente DWDM può essere realizzata anche usando costruttori differenti da quelli degli apparati IP. Questa situazione richiede però che gli apparati DWDM siano compatibili con i segnali ottici di altri vendors (Alien Wavelength). La normativa ITU-T G.698.2 specifica questo aspetto.